# منتخب بوليفيا تحت 20 سنة لكرة القدم
منتخب بوليفيا تحت 20 سنة لكرة القدم (بالإسبانية: Selección de fútbol sub-20 de Bolivia)‏ هو ممثل بوليفيا الرسمي في المنافسات الدولية في كرة القدم في فئة كرة قدم تحت 20 سنة للرجال، يديريه اتحاد بوليفيا لكرة القدم.